# 張昞
張昞（1442年—？），字時顯，直隸常州府江府江陰縣人，民籍。明朝政治人物。進士出身。

## 生平
成化四年（1468年）戊子科應天府鄉試第一百十八名。成化八年（1472年）壬辰科會試第七十六名，殿試登第二甲第六十四名進士。

## 家族
曾祖父張體道，曾任訓導。祖父張靖。父亲張瓛。